# Georg von Bismarck
Georg von Bismarck (ur. 15 lutego 1891 w Namyślinie, zm. 31 sierpnia 1942 w Al-Alamajn) – niemiecki oficer Wehrmachtu w randze generała majora, pośmiertnie awansowany do stopnia generała porucznika. Służył w czasie I i II wojny światowej.
Po ukończeniu szkoły Bismarck wstąpił do armii 13 czerwca 1910 roku służąc m.in. w 6 Pułku Huzarów im. Hrabiego Goetzena (2 Śląski). Podczas I wojny światowej służył w stopniu porucznika.  Po zakończeniu I wojny światowej kontynuował karierę w Reichswehrze.
W 1938 roku  obejmuje dowództwo nad 7 pułkiem strzelców konnych. 1 lutego 1939 roku awansował do stopnia pułkownika. Podczas II wojny światowej, Bismarck brał udział w kampanii wrześniowej. W kampanii francuskiej dowodził pułkiem piechoty zmotoryzowanej, która wchodziła w skład 7 Dywizji Pancernej dowodzonej przez generała majora Erwina Rommla. W 1941 roku objął dowództwo nad 20 Dywizją Pancerną. W styczniu 1942 roku został przeniesiony do Afrika Korps. 11 lutego 1942 roku objął dowództwo nad 21 Dywizją Pancerną (zastępując generała porucznika  Karla Böttchera). 1 kwietnia 1942 roku został awansowany do stopnia generała majora.
17 lipca 1942 roku został ranny, a po powrocie do dywizji poległ w walce 31 sierpnia 1942 roku. Pośmiertnie awansowany do stopnia generała porucznika.

## Odznaczenia
- Krzyż Żelazny (1914)
  - II klasy
  - I klasy
- Order Zasługi Wojskowej (Bawaria)
- Krzyż Hanzeatycki Hamburski
- Order Hohenzollernów
- Krzyż Żelazny (1939)
  - II klasy
  - I klasy
- Medal za Kampanię Zimową na Wschodzie 1941/1942
- Krzyż Rycerski